# Технологія приготування їжі

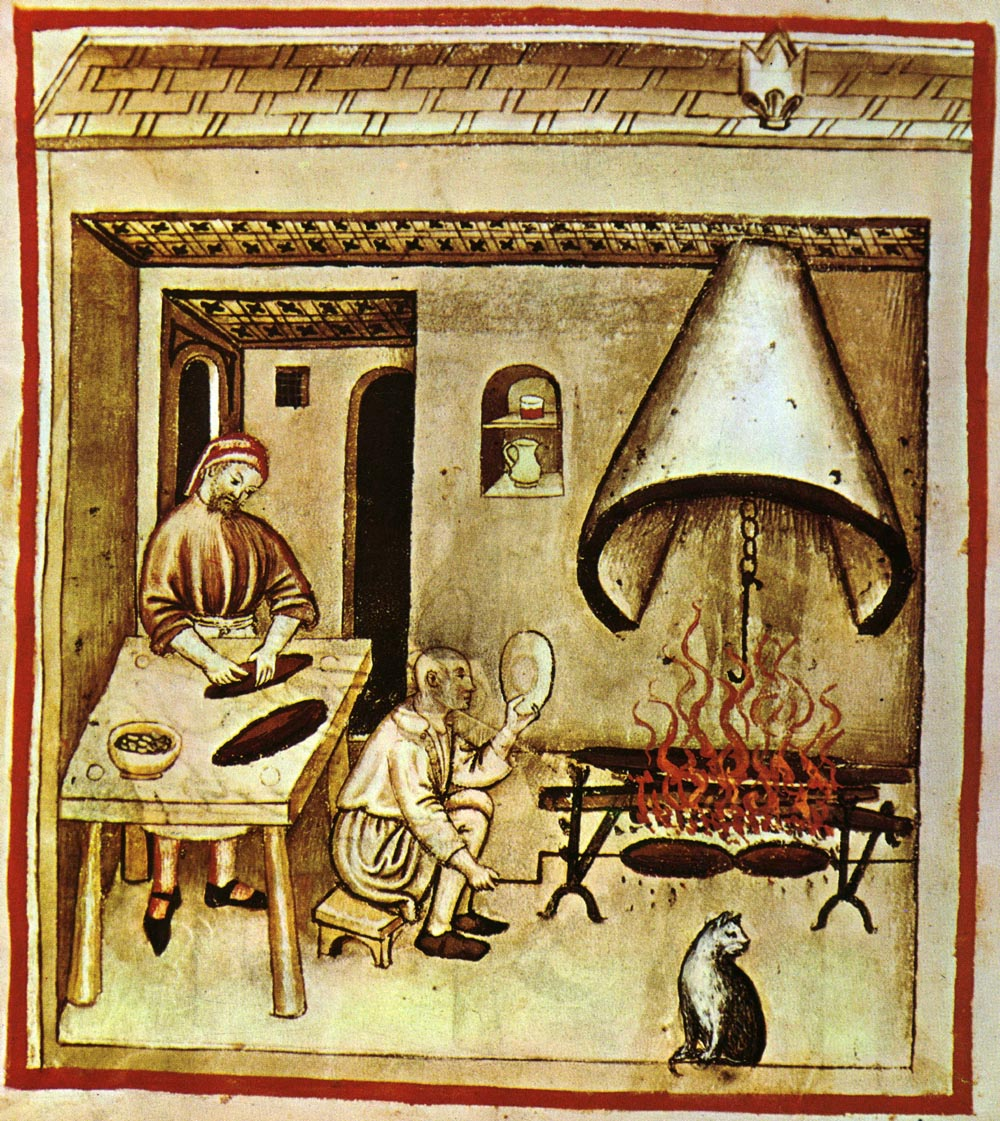
Смаження, середньовічний розмальований рукопис (лат. Tacuina health casanatensis, 14 століття)

Технологія приготування їжі — один із предметів, що вивчає різні способи і засоби кулінарної обробки продуктів, приготування напівфабрикатів, страв та інших кулінарних виробів. 

## Класифікація
Способи кулінарної обробки продуктів можна розділити на кілька груп.
За послідовністю приготування:
- попереднє
- основне
- завершальне

За способом впливу:
- фізичний
  - механічний
  - термічний
- хімічний

Водночас, в кожній із груп можна виділити відповідні підгрупи, в які слід об'єднувати споріднені засади обробки, спрямовані на досягнення якого-небудь схожого підсумку, наприклад відбивання та карбовання, що входять до механічних способів обробки, служать для розм'якшення продукту у межах попередньої обробки. Один і той же спосіб обробки може знаходитися як у тій, так і в іншій групі: наприклад обпалення (вид термічної обробки) входить в стадію попередньої обробки, і навпаки, фламбування, що проводиться на кінцевому відрізку приготування, також входить до групи теплової обробки продуктів. Окремо варто зупинитися на хімічному способі обробки. До нього винесені ті способи обробки, які повністю або переважно засновані на хімічних і біологічних процесах, наприклад соління чи квашення. Це зауваження необхідно зробити, через те що під час термічних способів приготування, також відбуваються хімічні реакції. Крім того, деякі способи кулінарної обробки є суміщеними, наприклад збивання на вогні (механічна і теплова). Треба також зазначити, що деякі види кулінарної обробки продуктів можуть бути як основними, так і попередніми, отже все залежить від того, що виходить наприкінці операції. Наприклад, маринування може бути попереднім втручанням (маринування шашлику), і основним (маринування грибів), внаслідок якого виходить готова до вживання страва.
Також можна робити поділ на основні та допоміжні операції.

## За послідовністю приготування

### Попередня обробка
Попередня обробка продуктів є дуже важливим відрізком, який часто недооцінюють. Особливо важливим цей етап визнається в Японській кухні та Китайській кухні. Загальним способом майже для всіх продуктів є їх миття. Також переважно всі продукти можуть бути подрібнені. Якщо ж брати окремі види харчів, то до попередньої обробки, зокрема, відносять:
- Для м'яса: видалення фасцій, сухожиль, зрізання клейм, відбивання, панірування, маринування.
- Для риби: патрання, чищення, зрізання плавців, видалення кісток, зябер, фарширування.
- Для птиці: обпалення (видалення пір'я), патрання (видалення невживаних внутрішніх органів), видалення шкіри, суглобів
- Для овочів та фруктів: чищення, видалення насіння, очок.
- Для круп: промивання, перебирання, замочування.
- Для борошна: просіювання, сушка.

### Основна обробка
Основна обробка — це той проміжок обробки продукту, після якого продукт стає самостійною стравою, готовою до вживання. Закінченням основної обробки продукту слід вважати завершення приготування задуманої страви. Так, наприклад, якщо підсумком приготування повинно стати картопляне пюре, то отримання неподрібненої відвареної картоплі, попри те, що вона придатна в їжу, не може вважатися закінченням основної обробки. Оскільки всі способи основного обробітку можна визначити за ознакою впливу, див нижче.

### Кінцева обробка
Завершальна обробка продукту може мати різні цілі. До них треба віднести:
- Поліпшення смакових якостей, додання відтінків смаку, так зване «Доведення до смаку» — внесення прянощів, соусів, фламбування;
- Поліпшення зовнішнього вигляду продукту — прикрашання, фламбування, нанесення глазурі, колерування;
- Видалення кісток і допоміжних матеріалів (нитки, шпильки, панади);
- Усунення виявлених недоліків страви;
- Поділ на порції;

## За способом впливу
Обробка продуктів під час приготування їжі за способом впливу на продукт, поділяється на два основних види:
- Фізична обробка — спосіб, при якому вплив на продукт здійснюється за допомогою зміни фізичних властивостей самого продукту, або середовища. Фізична обробка умовно поділяється на
  -  Механічну обробку — за якої продукт піддається прямому механічного впливу й
  -  Термічну обробку — за якої продукт піддається впливу тепла або холоду.
- Хімічна обробка — спосіб, за якого обробка продукту здійснюється шляхом впливу на нього хімічних речовин, внесених ззовні (соління, маринування), або у підсумку природних біохімічних процесів, що відбуваються в продукті за певних умов (квашення, шумування).

### Фізична обробка

#### Механічна обробка
- Виварювання — попереднє кип'ятіння продукту у воді (слабкому розчині кухонної солі) з наступним злиттям води (розчину) задля видалення зайвої гіркоти, кислоти, солі, запаху чи інших смакових відхилень. Попередньому виварюванню піддають умовно-їстівні гриби, як замінника вимочування, деякі види дичини, що володіють різким запахом тощо. Часто виварювання здійснюється за кілька циклів. Виварювання не слід плутати з варенням, оскільки воно спрямоване не на зміну фізичної структури продукту, а лише на видалення з нього певних речовин перед подальшою обробкою.
- Вимочування — занурення продукту у воду або навмисно приготований розчин задля видалення зайвої гіркоти, кислоти, солі тощо. Наприклад, вимочування є потрібним для приготування їжі із багатьох умовно їстівних грибів (вовнянка, хрящ-молочник оливково-чорний та інші), як противага виварюванню. В окремих випадках радять вимочувати деякі овочі, що містять гіркоту (наприклад, баклажани) або для позбавлення від можливих нітратів. Для видалення зайвої солі часто вимочують солонину.
- Желювання — внесення в рідину желеутворювальних речовин типу желатину або агар-агару. Застосовується задля отримання холодцю, желе та іншого. Насправді один із видів змішування.
- Замочування — занурення продукту у воду або будь-який розчин, здебільшого задля розбухання продукту та подальшого скорочення часу приготування (квасоля, боби, крупа). Однак може використовуватися і з іншою метою, наприклад для зняття шкірки з турецького гороху або позбавлення від неприємних запахів (замочування картоплі в розчині харчової соди). Замочування не слід плутати із квашенням (яблук, капусти), як одним із видів консервації.
- Замішування — не так власне процес перемішування складників, скільки отримання продукту з новими властивостями: замішування тіста, закваски тощо.
- Розкочування — для тіста.
- Подрібнення (шаткування) — у тому числі з використанням механічних пристроїв. До подрібнення, крім власне нарізки ножем, треба відносити приготування фаршу та пюре.
- Калібрування — відбір товарів певного розміру або за іншими показниками (вагою, тощо).
- Карбування — нанесення неглибоких надрізів на поверхню шматка м'яса задля його розм'якшення.
- Кольорування — надання готовій (переважно, запеченій) страві гарного кольору шляхом додавання особливих природних або штучних барвників.
- Ліювання — загущення продукту (страви). Може здійснюватися борошном, яйцями та іншими продуктами.
- Освітлювання (відтягування) — освітлення бульйону з метою надання йому приємного кольору. Здебільшого, здійснюється шляхом використання яєчно-м'ясної відтяжки.
- Відбивання — відбивання зазвичай м'яса або птиці, дерев'яним гладким або металевим молотком. Застосовується для розм'якшення продукту або навіть задля отримання м'ясної суфлеподібної маси (кололак).
- Відціджування — видалення надлишків вологи з продукту. Наприклад, відціджування сиру.
- Панірування — нанесення на поверхню продукту їстівного покриття (панади), що сприяє збереженню вологи у страві. Може бути різним, починаючи від сухарів, завершуючи борошном.
- Патрання — видалення нутрощів у риби, птиці, тварин.
- Промивка — потрібна для попередньої обробки дуже багатьох продуктів з метою видалення бруду, а також для іншого під час приготування їжі. Наприклад, крупи радять попередньо промити перед варінням не тільки для видалення бруду, але і задля видалення зайвого крохмалю, що виділився у вигляді «пилу» при терті крупи. У деяких випадках промивка потрібна і в ході приготування їжі, або як завершальна дія. Промивання у холодній воді після варіння багатьох продуктів припиняє фізичні процеси та «закріплює» продукт у необхідному стані (макарони). Іноді промивання в холодній воді використовується також для полегшення зняття верхнього шару продукту (шкаралупи, шкірки тощо).
- Просіювання — борошна, з метою надання єдиної структури та видалення домішок.
- Проціджування — справа, зворотна відціджуванню яка застосовується для видалення непотрібних твердих домішок з рідини.
- Змішування (мікшування) — об'єднання в одному посуді декількох різних продуктів (переважно, попередньо подрібнених), як в ході приготування, так і частково або повністю готових для вживання. Наприклад, змішування овочів у вінегреті тощо. Змішування дуже часто застосовується для виготовленні напоїв: сумішей із соків, спиртних напоїв тощо. Змішування не слід плутати із замішуванням (тіста).
- Зняття — застосовується для видалення або виділення частини продукту, що зазвичай знаходиться на поверхні: зняття жиру, зняття вершків, прибирання піни (накипу) бульйону.
- Шпикування — введення всередину продукту невеликих частинок іншого продукту. Здебільшого, це введення шпикувальною голкою жиру всередину пісного м'яса. До різновиду шпикування можна віднести введення в продукт рідин за допомогою шприца або шпикування сала.